# ۱۳۸۰ (قمری)
۱۳۸۰ (قمری)، هزار و سیصد و هشتادمین سال در گاهشماری هجری قمری است. اول محرم این سال برابر با بیست و ششم ژوئن سال ۱۹۶۰ میلادی است.